# École de Berlin (égyptologie)
Pour les articles homonymes, voir École de Berlin.
L'école de Berlin a été constituée par un groupe de chercheurs en égyptologie à la fin du XIXe siècle à Berlin. Elle a été fondée par Adolf Erman, en 1884, à la suite du décès de Karl Richard Lepsius, au département de l'université Humboldt de Berlin en compagnie de Kurt Sethe et Hermann Grapow.
Grâce au travail acharné de l'école, Berlin a été au XXe siècle le centre incontesté de l'égyptologie allemande. Y ont étudié, les égyptologues Henri Édouard Naville, James Henry Breasted et Alan Henderson Gardiner.
La collection rassemblée y est encore une des plus grandes d'Allemagne.
La principale réalisation des grammairiens de l'école de Berlin est la préparation du « Dictionnaire de la langue égyptienne ».